# I prevaricatori
I prevaricatori (The Cheat) è un film muto del 1915 diretto da Cecil B. DeMille.

## Trama
Edith Hardy - una signora dell'alta società - perde, in una speculazione, diecimila dollari che dovevano essere destinati alla Croce Rossa. Per coprire la perdita, si rivolge allora a Hishuru Tori, un facoltoso commerciante giapponese: in cambio del prestito, l'uomo, però, le chiede di diventare la sua amante. Edith, disperata, accetta. Ma, quando costui si presenta con il denaro contante, lei non mantiene la promessa e gli si rifiuta, scatenando una reazione violenta. Preso il sigillo con cui segna le statuette d'avorio della sua collezione, Hishuru Tori getta ai suoi piedi la donna e la marchia a fuoco sulla spalla, come fosse un oggetto di sua proprietà.
Nella colluttazione che ne segue, il giapponese è ferito ma, dell'atto, viene accusato il marito della donna, che è arrestato e processato. Durante il processo, Edith denuncia il giapponese, scoprendo la spalla e mostrando il marchio. Quella vista provoca nell'aula una forte reazione e i presenti insorgono investendo violentemente Tori che viene portato via dalle guardie. Il signor Hardy viene riconosciuto innocente e i due coniugi possono finalmente uscire dall'aula accompagnati dal giubilo generale.

## Storia
Girato pressoché contemporaneamente a The Golden Chance, ne fu tratta poi una pièce teatrale. Fu il primo successo mondiale di Sessue Hayakawa che, con la sua maschera imperturbabile ma crudele, scatenò un vivace dibattito in Francia sul tema della fotogenia. Il successo fu tale che nel 1918 ne uscì una nuova versione in cui, per questioni diplomatiche, il malvagio giapponese era stato cambiato in un "re birmano dell'avorio".

## Stile
Il regista accentuò il soggetto melodrammatico con un uso particolare delle luci, in modo che creassero effetti di chiaroscuro molto espressivi, oltre a un montaggio serrato e una particolare recitazione degli attori, ora glaciale, ora tetra e ossessiva.